# سلولز تری‌استات
سلولز تری‌استات (به انگلیسی: Cellulose triacetate) با فرمول شیمیایی variable یک ترکیب شیمیایی است. که جرم مولی آن متغیر می‌باشد. سلولز تری‌استات همچنین با نام‌های CTA و TAC نیز شناخته شده‌است که از ترکیب سلولز و انیدریک اسید یا یک منبع از استرهای استات مانند استیک اسید بدست می‌آید.
تری‌استات به‌طور معمول به منظور تولید الیاف و فیلم استفاده می‌شود. و شکل لیف آن از دسته الیاف مصنوعی بازیافته به‌شمار می‌آید.
تری‌استات از نظر شیمیایی مشابه استات سلولزیست که 92 درصد گروه‌های هیدروکسیل آن، استیله شده‌است.
در تولید تری‌استات، سلولز کاملاً استیله می‌شود، درحالیکه در سلولزاستات یا سلولز دی‌استات تنها بخشی از سلولز استیله شده‌است.
تری‌استات مقاومت حرارتی بهتری نسبت به استات‌ سلولز دارد.

## تولید
گلوکز 3 واحد آزاد هیدروکسیل دارد. این سه گروه را می‌توان با انیدریک اسید واکنش داد یا به اصطلاح استیله کرد و دی‌استات یا تری‌استات را تولید کرد.
برای تولید لیف سلولز تری‌استات به سلولز طبیعی نیاز است که عموما از Linter پنبه به عنوان سلولز اولیه استفاده می‌شود.
الیاف تری‌استات را می‌توان به دو روش ترریسی و خشک ریسی تولید کرد. روش خشک ریسی صرفهٔ اقتصادی بیشتری دارد.
برای ریسندگی، استات سلولز در مخلوطی از دی کلرومتان و متانول حل می‌شود. با خروج رشته‌ها از رشته‌ساز، حلال بوسیلهٔ دمش هوای گرم بخار شده و فیبرهای خالص تری‌استات از روش خشک ریسی به دست می‌آیند.
در فرآیند تکمیلی که S-Finishing یا سطح صابونی نیز نامیده می‌شود، گاهی الیاف استات و تری‌استات در محلول هیدروکسید سدیم اعمال می‌ شود. در این صورت بخشی یا تمام گروه‌های استیل از سطح الیاف بوسیلهٔ یک پوشش سلولزی خارج می‌شود. در این صورت تمایل الیاف به جذب بار منفی و الکتریسیته ساکن کاهش می‌یابد.

## ویژگی‌های لیف سلولز تری‌استات
تری استات به عنوان لیف ویژگی‌های مطلوبی دارد. از جمله:
- مقاومت در برابر جمع شدگی
- مقاوم در برابر چروک پذیری
- سهولت در شستشو
- قابلیت شستشو در دمای بالا

به دلیل ویژگی‌های ذکر شده از سلولز تری استات در البسه‌هایی که نیاز به حفظ حالت چروک در پارچه‌ها دارند، استفاده می‌شود. مانند دامن‌ و...
در سال 1980 از مخلوط پلی استر و تری استات برای تولید گرمکن‌های براق که آن زمان دارای محبوبیت زیادی بود، استفاده می‌شد.

## ویژگی‌های فیلم تری‌استات
در موارد استفاده به عنوان فیلم می‌توان به ویژگی‌های زیر اشاره کرد:
- مقاومت در برابر چربی، هیدروکربن‌ آروماتیک و حلال‌های متداول
- دارای سطوح سخت و براق
- شفافیت بالا
- ثابت دی الکتریک بالا
- سهولت در پوشش‌دهی و...

موارد مصرف
- فیلم‌های پولاریزه در پروژکتورهای LCD
- فیلم‌های تخصصی عکاسی
- فیلم‌های تصاویر متحرک
- صنعت بسته بندی